# O Leão da Estrela (1947)
O Leão da Estrela ist eine portugiesische Filmkomödie aus dem Jahr 1947. Sie wird der Comédia portuguesa zugerechnet und ist die Verfilmung des gleichnamigen Bühnenstücks, das 1925 Premiere im Teatro Politeama feierte und noch im gleichen Jahr als Filmaufzeichnung der Theateraufführung erstmals in die Kinos kam.

## Handlung
Anastácio da Silva ist ein glühender Anhänger des Fußballvereins von Sporting Lissabon. Das Pokal-Endspiel gegen den FC Porto ist bereits ausverkauft, ebenso alle Karten für die Sonderzüge und Busse dorthin. Nachdem er unter größten Mühen in letzter Minute doch noch eine Karte und eine Transportmöglichkeit von Lissabon nach Porto organisiert, quartiert er sich mit seiner Familie bei seinen flüchtigen Bekannten, der Familie Barata, ein. Angesichts ihrer Villa und ihres Wohlstands gibt er vor, ebenfalls wohlhabend zu sein. Er verstrickt sich in eine Reihe Notlügen, doch gelingt es ihm notdürftig, das Bild aufrechtzuerhalten. Die Situation eskaliert, als sich Anastácios Tochter Branca mit Baratas Sohn Eduardo verlobt und die Hochzeit in Lissabon vereinbart wird. Nach einer Reihe glücklicher Zufälle bleibt die Illusion des wohlhabenden Anastácios überraschend erhalten, und die Hochzeit findet zusammen mit dem Film ein Happy End.

## Hintergrund
Der Film des ehemaligen UFA-Schauspielers Arthur Duarte gehört zu den bis heute populären Kassenschlagern des Portugiesischen Films der 30er bis 50er Jahre. Die Originalaufnahmen des Heimspiels des FC Porto gegen die damalige Sensationsmannschaft Sporting Lissabon sind eine Besonderheit dieses Films.
Auf Grund des noch nicht existenten Fernsehens und den nur seltenen und kurzen Sequenzen aus Fußballspielen, die in den damaligen Wochenschauen vor den Kinofilmen gezeigt wurden, gehören die Spielszenen in O Leão da Estrela zu den wenigen bewegten Bildern aus jener Hochzeit des portugiesischen Fußballs. Man sieht hier in seltenen Aufnahmen die Cinco Violinos, Sportings Angriffs-Quintett (Jesus Correia, Vasques, Peyroteo, Travassos und Albano), das mit Bezug auf ihr formvollendetes und harmonisches Zusammenspiel von der damaligen Sportpresse „die fünf Violinen“ betitelt wurde. Einige Szenen wurden mit den Originalpersonen (Spieler und Schiedsrichter) für den Film nachgedreht, so die Platzwahl der Mannschaften zum Spielbeginn. Die im Film folgenden Original-Spielszenen stammen vom Endspiel der Taça de Honra, das 2:1 für Sporting endete. In dem Jahr wurde der Landespokal (Taça de Portugal) nicht ausgespielt, so dass dies der Pokalgewinn 1947 für die Fußballprofis von Sporting bedeutete, die in dem Jahr auch die Meisterschaft gewannen.
Der Film thematisiert außerdem die Rivalität zwischen dem lebensfreudigen Lissabon im Süden, und dem geschäftstüchtigen Porto im Norden des Landes, das im Schatten der südlichen Hauptstadt steht. Die Liebe und die folgende Heirat überwindet diese Rivalität in der hier humorvoll erzählten Geschichte.
Der Titel des Films O Leão da Estrela bedeutet übersetzt „Der Löwe vom Estrela-Viertel“ und spielt zum einen auf das Wappentier Sportings und den nach ihm benannten Vereinsanhängern an, zum anderen auf den Wohnort Anastácios in Lissabon, das Estrela-Viertel in der Gemeinde Lapa.

## Neuverfilmung
Der portugiesische Regisseur Leonel Vieira verfilmte O Leão da Estrela 2015 neu. Als Teil einer Trilogie, in der er populäre Filme der 30er und 40er Jahre neu adaptierte, wurde O Leão da Estrela (2015) zu einem der erfolgreichsten portugiesischen Filme seit 2004.